# Nothoprocta
Genre
Nothoprocta est un genre comprenant six espèces d'oiseaux de la famille des Tinamidés. Ils habitent la garrigue, les prairies et les bois ouverts dans l'ouest de l'Amérique du Sud, en particulier dans les Andes.

## Liste des espèces
Selon la classification de référence du Congrès ornithologique international (version 15.1, 2025) :
- Nothoprocta taczanowskii Sclater, PL & Salvin, 1875 — Tinamou de Taczanowski ;
- Nothoprocta ornata (Gray, GR, 1867) — Tinamou orné ;
- Nothoprocta perdicaria (Kittlitz, 1830) — Tinamou perdrix ;
- Nothoprocta cinerascens (Burmeister, 1860) — Tinamou sauvageon ;
- Nothoprocta pentlandii (Gray, GR, 1867) — Tinamou des Andes ;
- Nothoprocta curvirostris Sclater, PL & Salvin, 1873 — Tinamou curvirostre.

Le Tinamou de Kalinowski (Nothoprocta kalinowskii Berlepsch & Stolzmann, 1901) était considéré comme une espèce à part entière jusqu'à ce que des analyses ADN ne montrent qu'il s'agissait d'une sous-espèce de Tinamou orné (Nothoprocta ornata) déjà connue, Nothoprocta ornata branickii. Nothoprocta kalinowskii n'est donc plus qu'un synonyme junior.